# 김기웅 (1980년)
김기웅(1980년 3월 25일 ~ )은 은퇴 배우(은퇴 모델) 출신의 대한민국 CEO 기업가이다.

## 주요 경력

### 주요 이력
- 1980년 10월, MBC TV 드라마 《전원일기》에서 어린 김영남 역으로 아역 연기자 첫 데뷔.
- 1997년 6월, 연기자 은퇴 선언.
- 1997년 8월, 고등학교 2년 시절 고교 축구 선수 첫 입문.
- 2000년 9월, 아마추어 축구 선수 분야 은퇴.
- 2001년 성균관대학교 경영학과 입학(성균관대 휴학 시절에는 잠시 군대 복무).
- 2008년 성균관대학교 경영학과 학사 학위 취득.
- 2008년 12월부터 2014년 1월까지 대우증권(주) 등을 비롯한 증권사 등에서 일함.
- 2014년 1월, 평회사원 직을 그만두고 도시락 사업을 시작.
- 2016년 6월, 도시락 사업을 접고 제2의 벤처 사업체를 재차 창업.
- 2018년 3월, 공유주방 벤처 사업체 "심플프로젝트컴퍼니" CEO 대표이사.

## 주요 출연작

### TV 드라마
- 1980년 MBC 《전원일기》 ... 어린 김영남 역
- 1985년 MBC 《임진왜란》 ... 어린 의창군 이광 역
- 1985년 MBC 《남자의 계절》 ... 장기웅 역
- 1988년 MBC 《인현왕후》 ... 어린 왕세자 이균 역
- 1989년 KBS2 《왕룽일가》 ... 민우 역
- 1991년 SBS 《유심초》 ... 어린 덕흥군 이초 역
- 1992년 MBC 《우리들의 천국》 ... 어린 장동건 역
- 1993년 MBC 《제3공화국》 ... 장재구(장기영 부총리의 차남) 역
- 1993년 SBS 《오박사네 사람들》 ... 성욱(성혁 君의 쌍둥이 형) 역
- 1997년 MBC 《신데렐라》 ... 어린 한승욱 역

### 연극
- 1996년 《다정불심》 ... 고려 충정왕 왕저 역